# Igor Heinz
Igor Heinz (23. června 1945, Stará Turá – 4. ledna 2015, Varnsdorf) byl hudební historik, pedagog, skladatel a spisovatel působící ve Šluknovském výběžku a okolí. Jeho nejznámější skladbou je Svatováclavská mše z roku 1991.

## Život
Igor Heinz se narodil 23. června 1945 v západoslovenském městě Stará Turá. Jeho otec byl amatérský houslista, matka se věnovala sbírání a sepisování pověstí kraje pod Velkou Javorinou. Velkou inspirací mu byl spisovatel Jack London (1876–1916). Po základní škole studoval na bratislavské konzervatoři hru na violu, kvůli úrazu levé ruky však musel studia zanechat. Odstěhoval se do severních Čech, kde se živil v letech 1964–1973 jako dělník. Přitom se aktivně věnoval kultuře, v Litvínově například založil DIMAFO (Divadlo malých forem). V roce 1973 začal vyučovat na Lidové škole umění ve Šluknově. Zároveň studoval hru na violu na teplické konzervatoři a také hudební historii v Praze u muzikologa Tomislava Volka (* 1931). V 80. letech 20. století ve Šluknově pořádal hudebně-poetický festival Májový křišťál. V následující dekádě nastoupil na rumburské gymnázium coby učitel hudební výchovy, v téže době vyučoval hru na violu na Základní umělecké škole ve Varnsdorfu. Roku 1991 založil hudební soubor Šluknovští adjuvanti (později přejmenovaný na Capella adjuvantes), se kterým interpretoval skladby starých mistrů z regionu Šluknovska. Založil a vedl dětský sbor Červánky. Od roku 1998 byl dirigentem Varnsdorfské komorní filharmonie. Na tato hudební tělesa později navázal jím založený Komorní orchestr Šluknovska (KOŠ). V posledních letech hrál na violu v Rumburském komorním orchestru. Po odchodu do penze žil ve Varnsdorfu a u své dcery na Valdeku, věnoval se nadále interpretaci a komponování hudebních skladeb, badatelské činnosti a literární tvorbě. Zemřel náhle 4. ledna 2015, pochován byl 10. ledna ve Varnsdorfu.

## Dílo
Brzy po příchodu do Šluknovského výběžku začal Igor Heinz sbírat skladby regionálních hudebních skladatelů, tvořících převážně v 17.–19. století. Na toto téma napsal řadu odborných článků a své téměř čtyřicetileté bádání shrnul do rozsáhlé monografie Z hudební minulosti Šluknovska. Heinz se nespokojil pouze s interpretací a restaurováním starých hudebních děl. Sám je autorem mnoha skladeb a sedmi mší, z nichž nejznámější je patrně Svatováclavská mše. Ta byla prvně představena veřejnosti roku 1991 a slavila úspěchy nejen na Šluknovsku, ale také např. v pražské svatovítské katedrále či v Drážďanech.

### Hudební dílo (výběr)
- Tolštejnské requiem: liturgická kompozice, ve které jsou zapracovány upravené skladby starých mistrů
- Tolštejnské housličky: kompozice skladeb pro děti[2]
- Svatováclavská mše
- Apoštolská mše ke sv. Petru a Pavlovi
- Dětská mše vánoční
- Mše ke cti sv. Máří Magdalény (Missa solemnis beatae Mariae Magdalenae): zůstala autorem nedokončená, posmrtně uvedena 22. července 2015 v kostele svaté Máří Magdalény v Krásné Lípě